# Аптека-музей (Луцк)
Апте́ка-музе́й (аптека Злоцких) — аптека и музей, который находится на улице Драгоманова, 11, на Рыночной площади в историко-культурном заповеднике «Старый Луцк».

## История
Пока точно неизвестно, когда в городе появились первые аптеки, но в XVI веке в Луцке было несколько городских и больничных аптек, а на Рыночной площади было шесть аптечных киосков. Здание, где расположена аптека-музей, было построено в конце XVIII века. В 1845 году оно перенесло пожар.
Тогда же химик-аналитик Адам и его брат Петр Злоцки отремонтировали здание и разместили там аптеку. В подвалах аптеки было хранилище медикаментов и лаборатория. В наземной части — кабинет владельца, торговый зал, жилые помещения. В аптеке были старинные латинские, немецкие и польские книги с рецептами изготовления лекарств, а также много оборудования для изготовления лекарств в лаборатории. Когда в конце XIX века семья Косачей с Лесей Украинской жили в городе, некоторые лекарства для неё были изготовлены в этой аптеке. В то время провизором аптеки был Гилярий Червинский, а затем его жена Елена, а владельцем — Францишка Злоцки.
В первой половине XX века в аптеке производилось 50-55 наименований мазей, 25-30 настоек, 15-20 сиропов. Для изготовления лекарств использовали около 220 наименований растений. Сбором и подготовкой растений занимались работники аптеки. В 1935 году возле аптеки на глубину 110 м была сделана скважина, из которой получали минеральную воду. Здесь также заправляли воду сладкими фруктовыми сиропами, привезёнными из Палестины и Германии. Позже в аптеке изготовляли собственные концентраты из лимонов и полесской клюквы.
В 1966 году некоторые вещи из аптеки были перевезены в львовские аптеки-музеи. Луцкая аптека стала музеем позже.
На сегодняшний день аптека ещё работает. Действует лаборатория. Она специализируется на изготовлении дерматологических лекарств. За месяц в аптеке производят около тысячи лекарственных препаратов.

## Архитектура
Аптека-музей является одноэтажным домом с двухэтажными подвалами и цилиндрическими сводами. Главный фасад имеет три окна и вход. Дом декорирован коваными элементами, решётками на окнах, фонарями. Окна имеют наличники. Весь дом по периметру обрамлён карнизами сложного профиля. Крыша двускатная с красным металлочерепичным покрытием. Рядом с аптекой расположены другие старые каменные дома Рынка.

## Экспозиция
Музейная часть аптеки располагается в двух наземных помещениях — торговом зале и кабинете директора. В них сохранён старинный интерьер аптеки. Берестовые шкафы, размещённые в залах, изготовленные 150 лет назад. Под потолком на шкафах — бюст Сократа и Гиппократа. За стеклом в шкафах выставлены различные бутылочки, ступки, штангласы, штофы с подписями. В торговом зале находится кассовый аппарат The National Cash Register Co, Dayton, Ohio, USA, где хранятся старые деньги.
В кабинете директора экспозиция включает аптечную посуду XV—XVII веков, старинные рецепты, документы. Также «Пособие для подготовки аптекарей» 1875 года, «Травник лекарственных растений» 1883 года, «Фармакопея польская» 1938 года, старые учебники по фармацевтической химии, технологии производства лекарств. В кабинете выставлен старый аптечный инвентарь: машинка для изготовления суппозиториев и закрывание флаконов, мерные цилиндры и веса, различная посуда, ступки для изготовления мазей и порошков и т. п., старая печатная машинка, телефон и прочее. В аптеке сохраняется гербарий лекарственных растений с 1942 года.
Посещение экспозиции бесплатно.

## Галерея
- Старинный кассовый аппарат
- В кабинете директора
- Структура помещения
- Элемент над входом
- Аптека и другие каменные дома Рынка